# Vanity Fair
Vanity Fair és una revista estatunidenca de cultura, moda, i política publicada per l'editora Condé Nast Publications. L'actual Vanity Fair es publica des de l'any 1981 i, a part de l'edició estatunidenca, s'editen quatre edicions més a diferents països europeus, entre ells Espanya. La revista agafa el seu nom d'una revista publicada des del 1913 fins a 1935.

## Primera època
Condé Nast va començar el seu imperi comprant la revista de moda masculina Dress l'any 1913. Li va canviar el nom per Dress and Vanity Fair i va publicar-ne quatre números. Després d'un breu període d'inactivitat va rellançar la revista el 1914 com a Vanity Fair.
La revista va aconseguir una gran popularitat amb l'editor Frank Crowninshield. L'any 1919 Robert Benchley va ser nomenat redactor en cap. Es va unir a Dorothy Parker, que havia treballat a la revista Vogue.
Crowninshield va atraure els millors escriptors de l'època. Aldous Huxley, T. S. Eliot, Ferenc Molnár, Gertrude Stein, i Djuna Barnes van escriure en un mateix número, el juliol de 1923.
A partir de 1925 Vanity Fair va competir amb la revista The New Yorker com a cronista de la cultura estatunidenca. Va publicar escrits de Thomas Wolfe, T. S. Eliot i P.G. Wodehouse, crítiques teatrals de Dorothy Parker, i fotografies d'Edward Steichen; Claire Boothe Luce va ser-ne l'editora durant una època.
L'any 1915 va publicar més pàgines de publicitat que cap altra revista estatunidenca. No obstant això, es va convertir en una víctima de la Gran Depressió i van disminuir els seus ingressos per publicitat, tot i que la seva circulació es trobava en els seus màxims històrics, amb 90.000 exemplars mensuals.
Condé Nast va anunciar el desembre de 1935 que Vanity Fair s'integrava a Vogue (circulació 156.000 exemplars) a partir de març de 1936.

## Època moderna
Condé Nast Publications va anunciar el juny de 1981 que rellançava la revista.
El primer número es va publicar el febrer de 1983.
Entre els fotògrafs famosos que han contribuït a la revista hi ha Bruce Weber, Annie Leibovitz, Mario Testino i Herb Ritts, que han contribuït amb retrats de celebritats a algunes de les famoses portades de la revista. Entre les portades més famoses hi ha la del mes d'agost de 1991, una foto de l'actriu Demi Moore nua i embarassada, obra de Leibovitz.
A part d'algunes fotografies controvertides, la revista també publica articles de temes molt diferents. L'any 1996, el periodista Marie Brenner va escriure un article sobre la indústria del tabac. L'article va ser adoptat al cinema a la pel·lícula El dilema (1999), interpretada pels actors Al Pacino i Russell Crowe.
El maig de 2005, després de més de trenta anys de misteri un article va revelar la identitat de 'gola profunda' al cas Watergate: (W. Mark Felt), una de les fonts per als articles del diari The Washington Post, que van dur a la renúncia l'any 1974 del President dels Estats Units Richard Nixon.
La revista també incorpora entrevistes a celebritats: des de Teri Hatcher admetent els abusos que va patir a la seva infància fins a la primera entrevista a Jennifer Aniston després del seu divorci de Brad Pitt. Martha Stewart va donar l'exclusiva a la revista quan va sortir de la presó.
L'agost de 2006, Vanity Fair va enviar la fotògraf Annie Leibovitz a Telluride, Colorado on viu Tom Cruise i Katie Holmes. A la foto publicada l'octubre de 2006 hi apareixien la parella i la seva filla Suri, que fins aquell moment no havia aparegut a cap foto, i molts pensaven que no existia. Aquest número es va convertir en el segon més venut de la revista; el primer va ser el de la coberta de Jennifer Aniston, després del seu divorci.
Actualment existeixen tres edicions internacionals de Vanity Fair, publicades al Regne Unit (a partir de 1991), Espanya i Itàlia, on es publica setmanalment. L'edició alemanya es va tancar l'any 2009.